# محيسن (الريف الشرقي)
محيسن هي منطقة سكنية تقع في إيران في قسم الريف الشرقي الريفي.